# (10616) Inouetakeshi
(10616) Inouetakeshi (1997 UW8) – planetoida z pasa głównego asteroid okrążająca Słońce w ciągu 4,26 lat w średniej odległości 2,63 j.a. Odkryta 25 października 1997 roku.